# 村岡真実
村岡 真実（むらおか まみ、1998年3月11日 - ）は、日本の元女子サッカー選手。ポジションはフォワード。

## 来歴

### クラブ
2016年に飛鳥高校からオルカ鴨川FCに入団。
2020年の終わりに引退、2021年からは母校でもある国際武道大学のコーチとなった。

### 代表
2018年7月に、U-20女子ワールドカップに臨むU-20日本代表に選出された。大会では5試合に出場し、日本は大会初優勝を果たした。

## 代表歴
- U-17日本代表
  - 2018 FIFA U-20女子ワールドカップ; 優勝（5試合出場）